# Меннерс, Дэвид, 11-й герцог Ратленд
Дэвид Чарльз Роберт Меннерс, 11-й герцог Ратленд (англ. David Manners, 11th Duke of Rutland; род. 8 мая 1959 года) — британский пэр и землевладелец.

## Биография
Родился 8 мая 1959 года. Старший сын Чарльза Меннерса, 10-го герцога Ратленда (1919—1999), и его второй жены Фрэнсис Суини (род. 1937), ныне вдовствующей герцогини Ратленд. Он получил образование в Стэнбриджской графской школе, расположенной недалеко от Ромси в Хэмпшире, которая с тех пор закрылась.
4 января 1999 года после смерти своего отца Дэвид Чарльз Роберт Меннерс стал 11-м герцогом Ратлендом, унаследовав родовые титулы и владения.
У него есть младший брат, лорд Эдвард Меннерс (род. 1965), сестра, леди Тереза Меннерс (род. 1962), и сводная сестра, леди Шарлотта Меннерс (род. 1947).
Родовой дом Ратленда — замок Бельвуар в северной части графства Лестершир. The Sunday Times Rich List 2013 оценила его личное состояние в 125 миллионов фунтов стерлингов, но ему пришлось продать картину, чтобы сохранить замок Бельвуар.
Герцог Ратленд является видным сторонником Партии независимости Великобритании (UKIP) и проводил мероприятия по сбору средств в замке Бельвуар. В 1999 году он баллотировался от UKIP, когда Палата лордов должна была избрать 92 наследственных пэра. Он баллотировался в Палату лордов на довыборах в 2005 году и снова в 2015 году.
В июле 2018 года герцог попал под пристальный контроль из-за рекламных вакансий для актёров, которые будут выступать бесплатно в замке Бельвуар . Акционерный союз исполнителей раскритиковал рекламу, заявив, что «недопустимо» просить актёров работать бесплатно; позже реклама была удалена.
Летом 2005 года герцог Ратленд купил загородный отель и ресторан Manners Arms в Книптоне недалеко от Грантема, который был построен для 6-го герцога Ратленда в качестве охотничьего домика в 1880-х годах. Герцогиня принимала самое активное участие в ремонтных работах, которые они проводили в поместье.

## Брак и дети
6 июня 1992 года в замке Бельвуар Дэвид Меннерс женился на Эмме Уоткинс (род. 2 сентября 1963), дочери валлийского фермера из Найтона, Поуис. Они расстались в 2012 году. У супругов есть пятеро детей:
- Леди Вайолет Диана Луиза Меннерс (род. 18 августа 1993)
- Леди Элис Луиза Лилли Меннерс (род. 27 апреля 1995)
- Леди Элиза Шарлотта Меннерс (род. 17 июля 1997)
- Чарльз Джон Монтегю Меннерс, маркиз Грэнби (род. 3 июля 1999)
- Лорд Хьюго Уильям Джеймс Меннерс (род. 24 июля 2003)

Герцогиня руководит коммерческой деятельностью замка Бельвуар, включая съемки вечеринок, свадьбы и широкий ассортимент мебели.

## Титулатура
- 11-й герцог Ратленд (с 3 января 1999)
- 11-й маркиз Грэнби, Ноттингемшир (с 3 января 1999)
- 19-й граф Ратленд (с 3 января 1999)
- 5-й барон Рос из Бельвуара, Лестершир (с 3 января 1999)
- 11-й лорд Меннерс из Хэддона (с с 3 января 1999).